# (33391) 1999 CN51
1999 CN51 (asteroide 33391) é um asteroide da cintura principal. Possui uma excentricidade de 0.14375400 e uma inclinação de 5.95416º.
Este asteroide foi descoberto no dia 10 de fevereiro de 1999 por LINEAR em Socorro.